# Solanum herbabona
Solanum herbabona är en potatisväxtart som beskrevs av Karl Friedrich Carlos Federico Reiche. Solanum herbabona ingår i släktet skattor som ingår i familjen potatisväxter. Inga underarter finns listade i Catalogue of Life.